# Guy Le Néouannic
Guy Le Néouannic est né le 27 mai 1942 à Lorient. Instituteur, militant syndicaliste, après un parcours marqué par un engagement personnel fort sur les questions internationales, de droits et libertés et de laïcité, il est secrétaire général de la Fédération de l'Éducation nationale de 1991 à 1997 et membre de l'exécutif mondial de l'Internationale de l'éducation de 1993 à 1998. De 1997 à 2001, il est également Conseiller d'État en service extraordinaire.

## Carrière et activité syndicale
En 1962, il devient instituteur. Dans le cadre de la revalorisation de la fonction (1989), il devient ultérieurement professeur des écoles.
Il enseigne durant douze ans à Sétif, à Sidi Bel Abbès puis à Blida en Algérie étant élu secrétaire du Syndicat national des instituteurs (SNI, puis SNI-PEGC) et de la Fédération de l'Éducation nationale (FEN), respectivement dénommées APIFA et FENFA dans ce pays. En 1974, il rentre en France et s’installe à Nantes où il enseigne à l’école du « Bout des pavés ». Il milite dans les sections départementales du SNI et de la FEN de la Loire-Atlantique et devient le correspondant du secrétariat national du SNI pour les enseignants français à l’étranger auprès du service des pensions de La Baule.

### Secrétaire national de la FEN
En 1975, il devient secrétaire national de la FEN auprès d'André Henry. Il y exerce longtemps la responsabilité des secteurs « droits et libertés », « enseignement hors de France » du secteur Justice et du secteur de la Jeunesse. Il prend enfin la responsabilité du secteur Laïcité. (Voir le développement particulier sur son activité internationale.) En 1976, après le congrès national de Grenoble où André Henry parachève la réorganisation de la FEN, il figure à l'organigramme du secrétariat national au titre d'un secteur «relations presse-jeunesse-coopération». Mais il entre également au Bureau fédéral. À partir de 1978, il prend la suite de Louis Astre comme responsable de l'emblématique secteur «libertés» de la FEN; au départ en retraite d'Astre à l'automne 1984, il lui succède encore au non moins emblématique secteur laïque.
Du 15 juin 1991 à mars 1997, il assume, dans le contexte difficile qui conduira à la scission de la Fédération de l'Éducation nationale en 1992, les fonctions de secrétaire général de fédération après la démission de Yannick Simbron. Cette mandature est marquée par l'émergence de la FSU, créée par les syndicats et courants ayant quitté la FEN. Le Syndicat des enseignants, continuation du SNI-PEGC, ne réussit pas à percer comme espéré dans les corps de second degré long où les syndicats de la FSU (SNES et SNEP notamment) maintiennent leur position dominante et se trouve même, en 1996, relégué en seconde position derrière le SNUIPP-FSU dans le premier degré, son bastion traditionnel. Pour autant, la FEN a continué à avancer son projet de regroupement d'organisations réformistes dispersées depuis la scission confédérale de 1948. Guy Le Néouannic, à la tête de la FEN, engage son organisation à créer l’Union nationale des syndicats autonomes (UNSA) le  12 février 1993 avec la Fédération générale autonome des fonctionnaires que dirige alors Jean-Pierre Gualezzi, dirigeant de la FASP, la Fédération générale des syndicats des organismes agricoles (FGSOA), la Fédération maîtrise et cadre de la SNCF (FMC), la Fédération autonome des transports (FAT, forte notamment à la RATP) dont le secrétariat général est assumé par des militants issus du secrétariat de la FEN: Martine Le Gal (1993-1994), puis Alain Olive. Les relations avec la plupart de ces organisations sont anciennes et remontent parfois même à l'appel du PUMSUD. Dans ce cadre, il contribue également à la création de l'UNSA Fonctionnaires (union des fédérations de fonctionnaires de l'UNSA) dont il assume le secrétariat général.
Durant son mandat de secrétaire général, Guy Le Néouannic est membre du Conseil supérieur de la fonction publique et du Conseil supérieur de l’éducation.
Guy Le Néouannic quitte ses fonctions de secrétaire général l’année de ses 55 ans au congrès de Rennes en mars 1997, âge auquel, selon la tradition syndicale du SNI, il prend sa retraite administrative (Jean-Paul Roux lui succède). Il devient alors secrétaire général du Centre Henri Aigueperse (centre de recherche de la FEN) fonction qu’il assume jusqu’en juin 2001. De 1997 à 2002, il préside après Charles Koenig l’association des Amis de Max Marchand, Mouloud Feraoun et de leurs compagnons (responsables des centres sociaux éducatifs fondés par Germaine Tillion et assassinés par l’OAS le 15 mars 1962 à Alger). De 1997 à 2001 il est conseiller d’État en service extraordinaire.
Il est actuellement secrétaire général de l'union départementale des délégués départementaux de l'Éducation nationale (DDEN) de son département de résidence l'Hérault. Il a également siégé au jury du prix Jean Maitron.

### Un engagement international
Le parcours personnel et professionnel de Guy Le Néouannic l'a conduit à s'investir fortement « à l'international », notamment, mais pas exclusivement, sur l'enseignement français à l'étranger.
Il contribue, avec des militants de l’ADFE (Association démocratique des Français de l'étranger aujourd'hui Français du Monde), à la création en 1990 de l’AEFE (Agence pour l’enseignement français à l’étranger), opérateur public sous la tutelle du ministère français des Affaires étrangères, qui a la charge du réseau des établissements scolaires français à l’étranger.
Dans le cadre de ses responsabilités à la FEN, il négocie au ministère de la Fonction publique l’extension du bénéfice de la loi  Le Pors à l’étranger (loi 83-634 du 13 juillet 1983 portant titre Ier du Statut général des fonctionnaires) sur le volet concernant la résorption de l’auxiliariat.
À deux reprises également, il est membre de la délégation française à l’Assemblée générale de l’ONU à New York. Il s’investit également beaucoup sur l’ensemble des questions internationales qui touchent aux droits humains : mission d'étude au Nicaragua, marche humanitaire dans les camps de réfugiés de Thaïlande après l’invasion du Cambodge par le Viet-Nam, congrès de Solidarność à Gdańsk en Pologne, Congrès mondial pour la paix à Hiroshima, délégation de France-URSS reçue en 1987 à Moscou par Mikhaïl Gorbatchev, congrès du FLNKS en Nouvelle-Calédonie à l’invitation de Jean-Marie Tjibaou et Yeiwéné Yeiwéné.
Il est un des 6 négociateurs du SPIE (Secteur professionnel international de l’enseignement, associé à la CISL et auquel était affiliée la FEN) qui discutent avec la CMOPE (Confédération mondiale des organisations de la profession enseignante, à laquelle appartenait le SNI-PEGC) pour aboutir en janvier 1993 à Stockholm la constitution de l’Internationale de l'éducation (IE) comptant 20 millions de membres et dont la FEN est membre fondateur. Guy Le Néouannic est membre de l’exécutif mondial de 1993 à 1998.
Guy Le Néouannic est secrétaire général adjoint de la Mission laïque française et membre de son conseil d'administration .

## Sources
- Archives du Centre Henri-Aigueperse/UNSA Éducation
- Guy Brucy, Histoire de la FEN, préface d'Antoine Prost, avant-propos de Patrick Gonthier, Éditions Belin, Paris, 2003)
- André Henry, Conquérir l'avenir — La FEN de 1974 à 1981, CIEM, Paris, 1992.  (ISBN 978-2-903819-17-0)
- Jacques Pommatau, Au temps de la force tranquille — La Fédération de l'Éducation nationale et la gauche au pouvoir, OURS, Paris 2011  (ISBN 978-2-911518-02-7)
- Publications de la FEN (L'Enseignement public, mensuel adressé à l’ensemble des adhérents; FEN Hebdo, hebdomadaire interne adressé aux responsables des syndicats nationaux et sections territoriales)